# Caiac de mar
El caiac de mar és una disciplina del piragüisme que es practica al mar obert. En aquesta modalitat s'empra un tipus de caiac anomenat surfski. Un surfski es una embarcació oberta, llarga, estreta i lleugera amb un pedal en els peus que controla el timó. Hi ha dos tipus de caiac de mar: K1, que és d'una persona i K2, que és de dues persones.
Les embarcacions són dissenyades especialment per aguantar els cops de les onades i van equipades amb departaments estancs per portar accessoris o vitualles útils per les travesses. En competicions, normalment es fan una o diverses etapes sense obstacles i amb presa de temps. En l'actualitat el caiac abasta diverses disciplines: aigües blanques (riu), surf, olímpic (pista o competició), pol, etc. i reuneix milions de seguidors a tot el món. El caiac de mar és la seva manifestació més aventurera i de contacte amb la natura, que alhora combina les exigències i coneixements de diverses disciplines com navegació, orientació, excursionisme, amb l'esperit contemplatiu del viatge i l'exploració. És important destacar que el caiac no només serveix per desplaçar-se per diversió o per competir en carreres de velocitat sinó també per fer algun esport com el caiac polo, fer excursions, etc.

## Mida
El caiac de mar té normalment una longitud (eslora) d'entre 3,7 metres (12 peus) i 7.3 metres (24 peus), sent els més llargs usualment són per a dues persones i ocasionalment per a tres. L'amplada (mànega) va des dels 45 cm fins als 85 cm, El llarg (eslora) del caiac afecta la seva velocitat, la seva capacitat de càrrega i la seva estabilitat direccional (facilitat per desplaçar-se en línia recta). L'amplada afecta la capacitat de càrrega i l'estabilitat, encara que en aquesta última inside molt el disseny del casc. En general, suposant una proa aguda, entre més llarg és més veloç i menys estable, més curt més maniobrable i més ample, més estable. Alguns Caiacs incorporen una quilla de pantoc que ajuda en alguna cosa a l'estabilitat.

## Materials

### Fibra de vidre
La fibra de vidre és lleugera i rígida, i pot produir cascs molt lleugers, eficients i maniobrables. Aquests caiacs són construïts a mà sobre un motlle, intercalant la tela de fibra de vidre amb una resina de polièster i recobrint finalment amb pintura i una capa de recobriment de gel, que el protegeix dels raigs UV i l'abrasió. La fibra de vidre ja acabada és susceptible al trencament per impacte o abrasió el que fa el caiac susceptible al dany per impacte, però també pot ser reparada en terreny amb els materials adequats.

### Compost (Fibres de Kevlar, Carboni, etc.)
Amb el mateix procés de fabricació que els caiacs de fibra de vidre, s'alternen i combinen altres fibres de Kevlar (Aramid) i fibra de carboni per aconseguir més rigidesa, resistència i lleugeresa.

### Plàstic modelat
El més comú, econòmic i fàcil de produir és el trencat-modelat (modelat rotatiu). El plàstic en pols granular es posa en un motlle de dues peces que es tanca i es fica en un forn perquè es fongui, mentre el motlle trencada, i prengui la forma interior del motlle. Aquí, el més important és la qualitat del plàstic (rigidesa, resistència i filtres UV) i un acurat procés que permeti que el plàstic es reparteixi de forma parella pel motlle. Una mica més elaborat és l'extrudit i buf modelat que usant un procés una mica més complex, extrudeix i força el plàstic en el motlle utilitzant pressió d'aire, possibilitant l'ús d'un plàstic de molècula més gran, el que produeix un 30% major de rigidesa longitudinal i un 25% major rigidesa de torsió. Això es tradueix en millor rendiment, resistència i durabilitat.

### Plàstic termoformat
Aquests caiac es fabriquen utilitzant una làmina pre construïda de plàstic de diverses densitats, amb capes per donar-li rigidesa i altres per resistir a l'abrasió. Aquestes làmines es termoformen amb motlles, casc i coberta per separat i després es peguen. Són més lleugers i rígids que l'altre modelat i més resistents que la fibra de vidre.
Els caiacs de plàstic són els més econòmics, i els més resistents als cops ia l'abrasió. A canvi d'això, tenim un caiac lleugerament més pesat i generalment no tan veloç. Aquest és el caiac de preferència per a qui s'inicia en aquest esport, resistent, fiable, pràctic, fàcil de manejar i que requereix molt poc manteniment.

### Caiac desarmables o Tela sobre esquelet
Aquests caiacs desarmables, caben dins d'una motxilla gran i poden ser transportats com a equipatge en un avió. Estan construïts d'un esquelet de fusta, fibra o alumini, recobert per una tela de niló amb goma. Si bé no són els més ràpids, són lleugers i molt marins, capaços de suportar llargues expedicions.
El seu principal avantatge rau en la capacitat de transportar-los en espais reduïts (100x30x30cm aprox.) I poder guardar-los en qualsevol lloc. Existeixen diversos tipus i models segons la seva activitat (travessa, expedició, aigües blanques, etc.) Les formes constructives són variades. Amb esquelets plegables d'alumini i teles de PVC, són els de millor qualitat i resistència. Amb aquest tipus de caiac pots viatjar on vulguis i portar-lo en el maleter de l'automòbil o fins i tot a l'avió, i carregar de mitjana amb 15 kg. El temps d'armat és un altre interessant tema que crida l'atenció, presa de 10 a 15 minuts armar un caiac i la meitat en desarmar.

### Fusta
Un dels materials més nobles per a la construcció de caiacs, ja molt en desús. Hi ha plànols i "kits" complets per construir un mateix sobre la base de fusta terciada o llistons.

## El rem o pala
El rem o pala de caiac de mar és l'eina que el kayakista de mar utilitza per propulsar i / o dirigir la seva embarcació. A diferència dels rems convencionals, el rem de caiac té dues fulles que entren alternativament a l'aigua en un moviment continu.
Existeixen tres estils de rems:
- Estil Europeu: Format per dues fulles ben definides, unides amb un eix o perxa. Aquest és el rem més comunament usat en l'actualitat. Es troben en models d'una, dues o quatre peces, de diferents materials i llargs, amb les fulles simètriques o asimètriques i de diferents formes i àrees.
- Estil Grenlandès o esquimal: D'una sola peça amb fulles molt allargades que surten gradualment de la perxa. Aquest és el rem tradicional usat pels esquimals.
- Estil de Competència o Cullera (Wing): Similar a l'europeu però amb les fulles amb forma de cullera i optimitzades per a la major rendiment de velocitat. Aquest tipus de rem s'usa poc en caiac de mar, preferint el tipus europeu per la seva versatilitat. .

### Materials
Els materials del rem busquen donar-li una barreja entre rigidesa, flexibilitat, resistència, durabilitat i baix pes. Els més usats són la fusta, l'alumini, la fibra de vidre i la fibra de carboni. En les fulles és comú el plàstic ABS barrejat amb fibres de vidre o carboni.

### Longitud del rem
Les longituds usuals van des dels 210 cm fins als 240 cm. Aquest depèn de factors com la mida del kayakista, l'amplada del caiac i el tipus de remat, ja sigui d'angle alt o baix.

### Les fulles
Les fulles poden ser simètriques o asimètriques, sent les primeres típiques dels rems d'ús recreatiu i no tenen part anterior i posterior, com tampoc tenen costat dret o esquerre. Les pales asimètriques estan dissenyades per entrar eficientment en l'aigua i normalment tenen un disseny transversal còncau i dihedral per evitar la vibració i donar-li estabilitat a la remada. Hi ha fulles més amples per remat d'angle alt i més llargues per remat d'angle baix. Cada kayakista ha d'elegir el seu rem d'acord amb les seves preferències i estil de remat. Les fulles poden estar en el mateix pla entre si o tenir un angle entre elles, normalment d'entre 15 i 60 graus, per evitar la resistència del vent.

## L'armilla salvavides
És una peça fonamental en la seguretat passiva del kayakista de mar perquè li proporciona:
- Flotabilitat en cas d'immersió
- Protecció tèrmica fora i dins l'aigua
- Major visibilitat

Els armilles de caiac de mar han de tenir un mínim de flotabilitat de 50 Newton (o 16 lliures en estàndard USCG) en contrast amb els de 100 N obligatoris en les armilles de salvament en els vaixells (massa aparatosos i insegurs per portar-lo posat en tot moment durant la navegació en caiac de mar).
Característiques: 
- Colors vius i bandes reflectores nocturnes.
- Amplis orificis dels braços per no entorpir la remada.
- Diversos punts d'ajust per a un bon cintura a l'esportista.
- Cinta d'amarratge a la cintura per evitar que llisqui cap amunt en estar submergit.
- Butxaques autodrenantes per guardar elements útils com a mirall de senyals, navalla, xiulet.
- Pestanyes per assegurar el ganivet i la llum d'emergència.

Les armilles especials per rescat tenen addicionalment un arnès de ràpid alliberament on s'assegura la corda de rescat o remolc, però això no és essencial, ja que les cordes poden tenir-lo incorporat.
IMPORTANT : Les armilles salvavides tenen un temps de vida limitat i la seva capacitat de flotació disminueix amb el temps, el sol, la calor i el dany normal per ús. Però el pitjor enemic de l'armilla salvavides és la coberta del caiac: una armilla que no està posada, no serveix.

## El cobreix, faldó o cobrebanyera
És una coberta de tela que assegurada a la cintura del caiaquista i l'anell de la cabina del caiac, evita que entri l'aigua en cas d'onatge o bolcades. Addicionalment proveeix protecció del vent i el fred.
Pot ser de neoprè, niló, o teles laminades respirables que eviten la condensació a l'interior de la cabina. Aquest està envoltat per un elàstic que permet ajustar a la mesura exacta de la banyera i una nansa de seguretat a la punta que permeti, en cas de necessitat, estirar-la per poder treure-ho i sortir del caiac.
El faldó evita que entre l'aigua en cas de bolcada, permetent al caiaquista efectuar el gir esquimal i continuar remant sense necessitat de sortir del caiac.

## Consells a la voga
El kayakista de mar està exposat a la hipotèrmia, al cansament, el mareig i la desorientació. Tot i que es pot caminar en grups, l'usual és que el kayakista en general faci voga en solitari i, per tant, ha de practicar autorescat constantment abans d'endinsar-se al mar. A més haurà de comptar amb tot l'equipament necessari per fer una travessia segura. (Vegeu article principal: Caiac) Avisar a qualsevol persona sobre la ruta i hora de sortida és un consell que ha salvat vides de caiaquistes de mar. És recomanable portar pastilles per al mareig o llimona a rodanxes.
- Important: Col·loqui o amarratge a la coberta, una bossa de niló tancada amb cinta de color i inflada al màxim contenint al seu interior un cel·lular carregat.

No es pot entrar a vogar en estat d'intemperància (embriaguesa) ni sota efecte de medicaments que afecten la percepció de la realitat. Una de les malalties limitants és l'epilèpsia en qualsevol de les seves formes, que impedeix a un subjecte que la pateixi de vogar a la vora, ja que el reflex dels raigs de sol sobre el moviment de l'aigua pot desencadenar un atac. Addicionalment, si s'és molt sensible al mareig, millor és no practicar aquest esport.
Es porta sobre la coberta un tros d'escuma de poliestirè o poliuretà recoberta amb Nylon i creuat amb "pops" d'agafada, aquest simple accessori permetrà recuperar el Caiac fent de pontó amb el rem.
Si per algun motiu ocorre una bolcada i no és possible la recuperació de l'embarcació, cal aferrar-se a les cotes de coberta i romandre-hi el màxim de temps possible, sense desfer-se de roba ni menys de l'armilla salvavides, cosa que evita la hipotèrmia. Les possibilitats de ser localitzat són inversament proporcionals als metres que el caiaquista s'allunyi del caiac bolcat.
Si el caiac estant invertit comença a enfonsar-se i en agafar-lo per la punta no es pot recuperar, cal rescatar tot objecte que pugui servir d'ajuda i no gastar energies a intentar salvar-lo, cal deixar-lo anar i estalviar energia en nedar, fent-ho d'esquena per avançar més que a l'estil lliure.

## Riscos d'exposició a atacs de depredadors marins
Encara que les possibilitats que passi un atac d'esquals, principalment del tauró blanc, fins i tot orques o llops de grans dimensions és bastant baix, si poden ocórrer, de fet ja hi ha casos ben documentats i cal prevenir-los.
- Mai pesqui en aigües habitades per depredadors, ja que el rastre de sang de les preses que atrapi atraurà taurons o llops que tenen en aquests paratges els seus territoris de caça.
- No exposi les seves extremitats sota l'aigua, retira els peus o braços sobre la superfície de l'aigua.
- En cas de veure assetjat per un tauró emprengui la fugida lentament, augmentant la velocitat. Amb prou feines deixi de tenir contacte visual amb el depredador.
- Llança totes les preses capturades i deixeu a la zona com sèu de distracció.
- Si un tauró intenta abordar el caiac pels extrems mantingui a totes passades l'equilibri i si és possible aseste un cop al nas amb el rem.

Com a regla general, no pesqui estant en caiac, ja que podria col·locar en situació vulnerable a l'atac de depredadors marins.